# Оцука, Такэо
Такэо Оцука (яп. 大塚剛央 О:цука Такэо, род. 19 октября 1992, Токио) — японский сэйю.

## Биография
Такэо Оцука родился 19 октября 1992 года в Токио. Решение стать сэйю Такэо принял в 4-м классе начальной школы под влиянием компьютерных игр и аниме, однако первоначально скрывал этот выбор от своих друзей, консультируясь по этому вопросу только с учителем. После выпуска из школы Оцука поступил в Японский институт актеров-дикторов, который успешно окончил и сразу же получил работу в агентстве I’m Enterprise, в котором проходил собеседование ещё во время обучения.
Профессиональный дебют Оцуки состоялся в 2016 году в сериале Amanchu! в нескольких эпизодических ролях. В октябре 2018 года впервые получил главную роль в совместном японо-китайском аниме-фильме Flavors of Youth, где сыграл персонажа Ли Мо.
В 2020 году Оцука получил премию Seiyu Awards в номинации «Лучший начинающий актёр» за роль Рюсэя Мидоригаоки в Dimension High School.

## Фильмография

### Аниме-сериалы
2016
- Amanchu! — эпизоды

2017
- In Another World With My Smartphone — мужчина
- Magical Circle Guru Guru[англ.] — демон-певец

2018
- Golden Kamuy — солдат
- Run with the Wind[англ.] — Какэру Курахара
- Sword Art Online: Alicization — житель деревни

2019
- Dimension High School[англ.] — Рюсэй Мидоригаока
- Endro![англ.] — рыцарь Сэйры
- Fate/Grand Order: Absolute Demonic Front Babylonia — солдат Урука
- Hi Score Girl[англ.] — эпизод
- Namu Amida Butsu! Rendai Utena — Мара
- «Выдающиеся звери» — Коло

2020
- Haikyuu!! To the Top — Дзюндзи Куроиси
- Moriarty the Patriot — Люсьен Этвуд
- Noblesse — Такэо
- Sleepy Princess in the Demon Castle — Посейдон
- Talentless Nana[англ.] — приспешник Могуо
- Tower of God — Дэдэ Кантё
- «Акудама Драйв» — мужчина
- «Бригада пылающего пламени» — капитан команды Токуямы

2021
- Bottom-tier Character Tomozaki — Даити Мацумото

2022
- Trapped in a Dating Sim: The World of Otome Games Is Tough for Mobs — Леон Фо Бартфорт

2023
- AI no Idenshi — Хикару Судо
- Oshi no Ko — Аквамарин Хосино
- Kusuriya no Hitorigoto — Цзиньши

2024
- Oshi no Ko — Аквамарин Хосино

2025
- Kusuriya no Hitorigoto — Цзиньши

### Анимационные фильмы
- Flavors of Youth[англ.] (2018) — Ли Мо
- Seven Days War[яп.] (2019) — Хирото Хондзё